# مونیتور لاوا
مونیتور لاوا (به انگلیسی: Russian monitor Lava) یک کشتی بود که طول آن ۲۰۱ فوت (۶۱٫۳ متر) بود. این کشتی در سال ۱۸۶۴ ساخته شد.